# La Victoria (Loja)
La Victoria ist eine Parroquia rural („ländliches Kirchspiel“) im Kanton Macará der ecuadorianischen Provinz Loja. Die Parroquia besitzt eine Fläche von 68,88 km². Die Einwohnerzahl lag im Jahr 2010 bei 1557. Für 2020 wurde eine Einwohnerzahl von 1659 errechnet.

## Lage
Die Parroquia La Victoria liegt in den Ausläufern der westlichen Anden im Süden von Ecuador an der Grenze zu Peru. Das Gebiet liegt in Höhen zwischen 420 m und 2200 m. Der Río Macará (Río Calvas) fließt entlang der südlichen und südwestlichen Verwaltungsgrenze nach Westen und entwässert dabei das Areal. Der etwa 1520 m hoch gelegene Hauptort befindet sich 18 km ostsüdöstlich des Kantonshauptortes Macará.
Die Parroquia La Victoria grenzt im Süden und im Südwesten an Peru, im Nordwesten an die Parroquia urbana Eloy Alfaro (Municipio von Macará) und an die Parroquia Sabiango sowie im Osten an die Parroquia Tacamoros (Kanton Sozoranga).

## Orte und Siedlungen
In der Parroquia gibt es neben dem Hauptort folgende Barrios:
- Almendro Norte
- Almendro Paltos
- Casa Vieja
- Catispamba
- El Pitayo
- Jorupe
- La Bocana
- Paltos
- Tabacal
- Yuras

## Geschichte
Die Gründung der Parroquia La Victoria wurde am 26. September 1955 im Registro Oficial N° 1054931 bekannt gemacht.